# 2003 na literatura

## Eventos
- 21 de Julho - É lançado o livro Harry Potter and the Order of the Phoenix o quinto livro da série de Harry Potter.

## Mortes
| Data           | Nome                   | Profissão                                                | Nacionalidade                  | Observações                | Ref   |
| -------------- | ---------------------- | -------------------------------------------------------- | ------------------------------ | -------------------------- | ----- |
| 6 de fevereiro | José Craveirinha       | poeta                                                    | Portugal (Moçambique)          | n. 1922 Prémio Camões 1991 | [ 1 ] |
| 4 de março     | Lindanor Celina        | escritora                                                | Brasil                         | n. 1917                    |       |
| 12 de Março    | Howard Fast            | escritor                                                 | Estados Unidos                 | n. 1914                    |       |
| 4 de julho     | Augusto Abelaira       | professor, romancista, dramaturgo, tradutor e jornalista | Portugal                       | m. 2003                    | [ 2 ] |
| 16 de Agosto   | Haroldo de Campos      | poeta e tradutor                                         | Brasil                         | n. 1929                    |       |
| 25 de setembro | Edward Said            | crítico literário e activista                            | Mandato Britânico da Palestina | n. 1935                    |       |
| 4 de dezembro  | Maria de Arruda Müller | educadora e poetisa                                      | Brasil                         | n. 1898                    |       |

## Prémios literários
- Nobel de Literatura - John Maxwell Coetzee.
- Prémio Camões - Rubem Fonseca[1]
- Prémio Machado de Assis - Antônio Carlos Villaça